# Le Tourbillon des souvenirs

Le Tourbillon des souvenirs (A Memory in My Heart) est un téléfilm américain réalisé par Dick Lowry, diffusé en 1999.

## Synopsis
Rebecca Vega est amnésique depuis des années. Après avoir refait sa vie, son passé lui revient en mémoire peu à peu. Elle découvre qu'en réalité son nom est Abbie Stewart, qu'elle est mariée et mère de trois enfants...

## Fiche technique
- Titre original : A Memory in My Heart
- Réalisation : Harry Winer
- Scénario : Lindsay Harrison, Renee Longstreet
- Durée : 95 minutes
- Pays :  États-Unis
- genre : drame

## Distribution
- Jane Seymour (VF : Évelyn Séléna) : Rebecca Vega / Abbie Swenson Stewart
- Bruce Davison (VF : Edgar Givry) : Chase Stewart
- A Martinez (VF : Michel Bedetti) : Joe Vega
- David Keith (VF : Bernard Lanneau) : Matt
- Amanda Barfield (VF : Dorothée Pousséo) : Jenna Stewart
- Colton James (VF : Maxime Nivet) : Ethan Stewart
- Mika Boorem (VF : Kelly Marot) : Lily Stewart
- Cathy Lee Crosby : Lynn Wyman
- Michele Marsh : Nell
- Casey Sander : Franck

Source VF : Carton télévisé du doublage français.